# Aerodramus hirundinaceus
La salangana montana o rabitojo montañés (Aerodramus hirundinaceus) es una especie de ave apodiforme de la familia Apodidae endémica de Nueva Guinea y las islas circundantes de Karkar, Yapen y Goodenough.

## Descripción
La salangana montana es un miembro de tamaño medio dentro de su género, que mide entre 11 y 13 cm de largo. El plumaje de sus partes superiores es de color pardo oscuro y gris claro en las inferiores. Su cola es ligeramente ahorquillada. Como otros miembros del género esta especie es capaz de ecolocalizar, característica que usa para moverse en la oscuridad de las cuevas en las que cría.

## Distribución y hábitat
Se encuentra principalmente en los bosques de las zonas montañosas desde los 500 m de altitud hasta el límite superior del bosque. También aparece con menor frecuencia en zonas bajas cercanas a los montes. 

## Taxonomía
En el pasado se clasificaba en el género Collocalia pero se trasladó a Aerodramus como la mayoría de las salanganas. Se reconocen dos o tres subespecies:
- A. h. hirundinacea la subespecie nominal que se extiende por la mayor parte de Nueva Guinea;
- A. h. excelsus, con partes inferiores parduzcas y superiores más oscuras que la forma nominal, que se encuentra por encima de los 1600 m en las montañas de Sudirman y los picos Cartenz de Irian Jaya; algunos la incluyen en la anterior;
- A. h. baru, algo mayor que la subespecie nominal y restringida a la isla Yapen.[5]

## Comportamiento
Como el resto de miembros de su género cría en el interior de cuevas, y construye sus nidos con materiles vegetales, como helechos, ramitas, hierbas o líquenes unidos entre sí con su saliva. Son aves coloniales, pero las cavernas examinadas no muestran una gran densidad de nidos. El momento cumbre de la estación de cría es entre octubre y diciembre, aunque aparecen nidos ocupados a lo largo de todo el año. Suelen poner un solo huevo. Los pollos permanecen en el nido entre 57-74 días, uno de los periodos de crecimiento más largos entre los apódidos. En contrapartida tienen una de las tasas de éxito reproductivo más alta, el 61% las salanganas montanas consiguen sacar adelante a sus pollos.